# Silberner Fußballschuh 1971

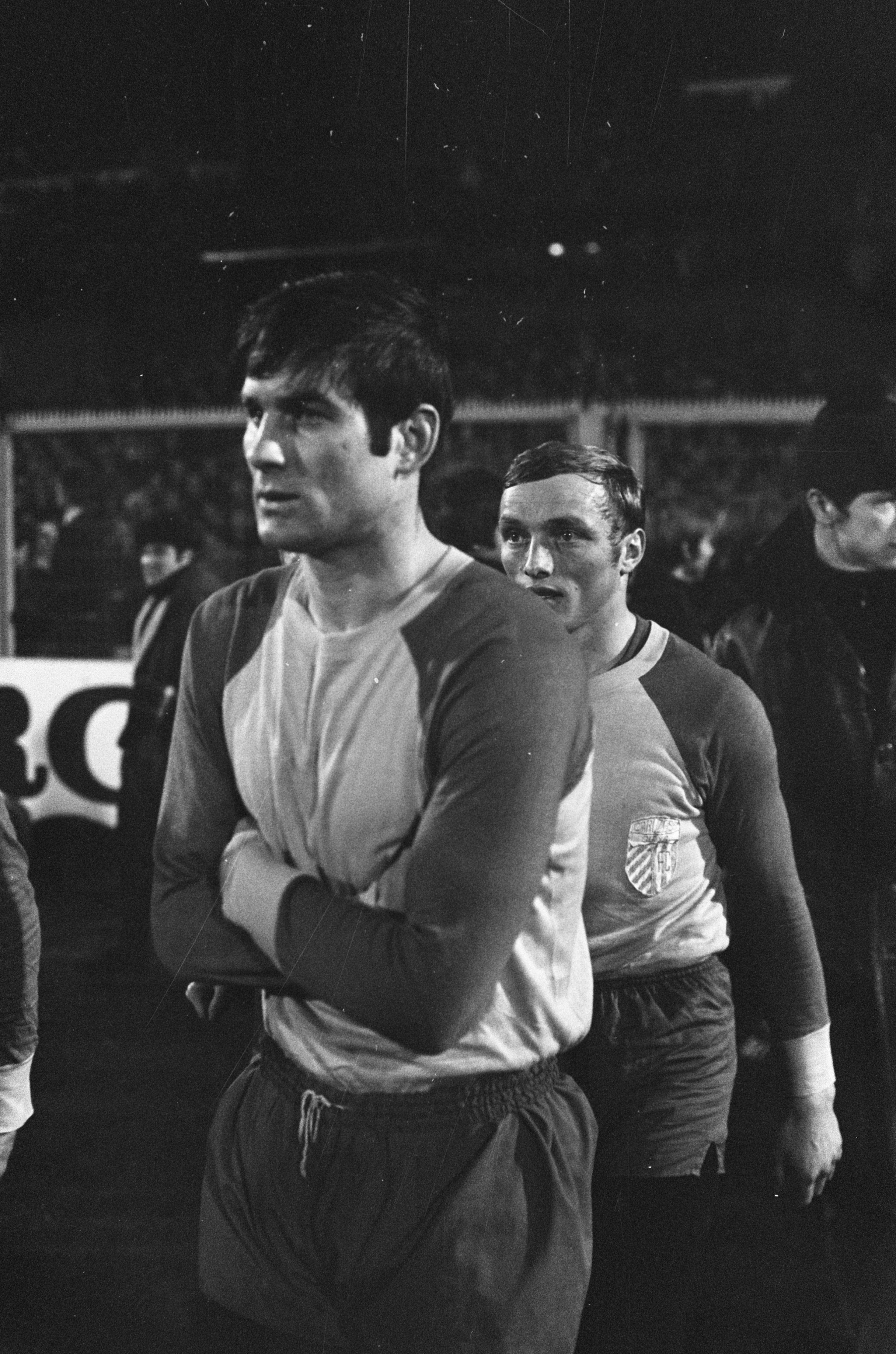
Peter Ducke, 1970

Mit dem Silbernen Fußballschuh 1971 wurde zum neunten Mal der DDR-Fußballer des Jahres ausgezeichnet. Die Redaktion der Zeitschrift Die neue Fußballwoche hatte eine Umfrage zur Wahl des besten Spielers der Saison 1970/71 durchgeführt, an der sich insgesamt 46 Sportredaktionen der DDR beteiligten, die auf Tippscheinen die sechs besten Fußballer mit Punkten (zehn Punkte für den Favoriten, für die weiteren Plätze absteigend sieben, fünf, drei, zwei und einen Punkt) bewertet hatten. Die höchste Gesamtpunktzahl erreichte Peter Ducke, dem am Dienstag, den 3. August 1971 im Ost-Berliner Hotel Stadt Berlin der silberne Fußballschuh als Fußballer des Jahres vom Fuwo-Chefredakteur Klaus Schlegel überreicht wurde.

## Ergebnis
| Rang | Name                  | Mannschaft               | Punkte |
| ---- | --------------------- | ------------------------ | ------ |
| 01.  | Peter Ducke           | FC Carl Zeiss Jena       | 357    |
| 02.  | Jürgen Croy           | BSG Sachsenring Zwickau  | 332    |
| 03.  | Hans-Jürgen Kreische  | SG Dynamo Dresden        | 220    |
| 04.  | Klaus Sammer          | SG Dynamo Dresden        | 074    |
| 05.  | Henning Frenzel       | 1. FC Lokomotive Leipzig | 067    |
| 06.  | Klaus Urbanczyk       | Hallescher FC Chemie     | 046    |
| 07.  | Bernd Bransch         | Hallescher FC Chemie     | 039    |
| 08.  | Horst Weigang         | FC Rot-Weiß Erfurt       | 029    |
| 09.  | Hans-Jürgen Dörner    | SG Dynamo Dresden        | 022    |
| 10.  | Helmut Stein          | FC Carl Zeiss Jena       | 012    |
| 10.  | Alois Glaubitz        | BSG Sachsenring Zwickau  | 012    |
| 10.  | Jürgen Pommerenke     | 1. FC Magdeburg          | 012    |
| 13.  | Konrad Weise          | FC Carl Zeiss Jena       | 005    |
| 13.  | Wolfgang Wruck        | 1. FC Union Berlin       | 005    |
| 15.  | Otto Fräßdorf         | FC Vorwärts Berlin       | 004    |
| 16.  | Harald Irmscher       | FC Carl Zeiss Jena       | 003    |
| 16.  | Manfred Geisler       | 1. FC Lokomotive Leipzig | 003    |
| 16.  | Gerhard Weiß          | 1. FC Union Berlin       | 003    |
| 19.  | Jürgen Sparwasser     | 1. FC Magdeburg          | 002    |
| 19.  | Hans-Bert Matoul      | BSG Chemie Leipzig       | 002    |
| 19.  | Eberhard Vogel        | FC Carl Zeiss Jena       | 002    |
| 19.  | Michael Strempel      | FC Carl Zeiss Jena       | 002    |
| 19.  | Rainer Schlutter      | FC Carl Zeiss Jena       | 002    |
| 24.  | Johann Ehl            | BSG Stahl Riesa          | 001    |
| 24.  | Klaus-Dieter Boelssen | Hallescher FC Chemie     | 001    |
| 24.  | Uwe Ziegler           | Dynamo Dresden           | 001    |
| 24.  | Wolfgang Lischke      | BSG Stahl Riesa          | 001    |

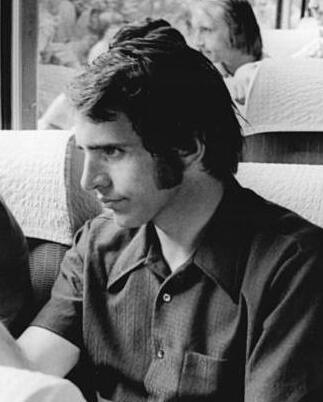
Jürgen Croy, 1974
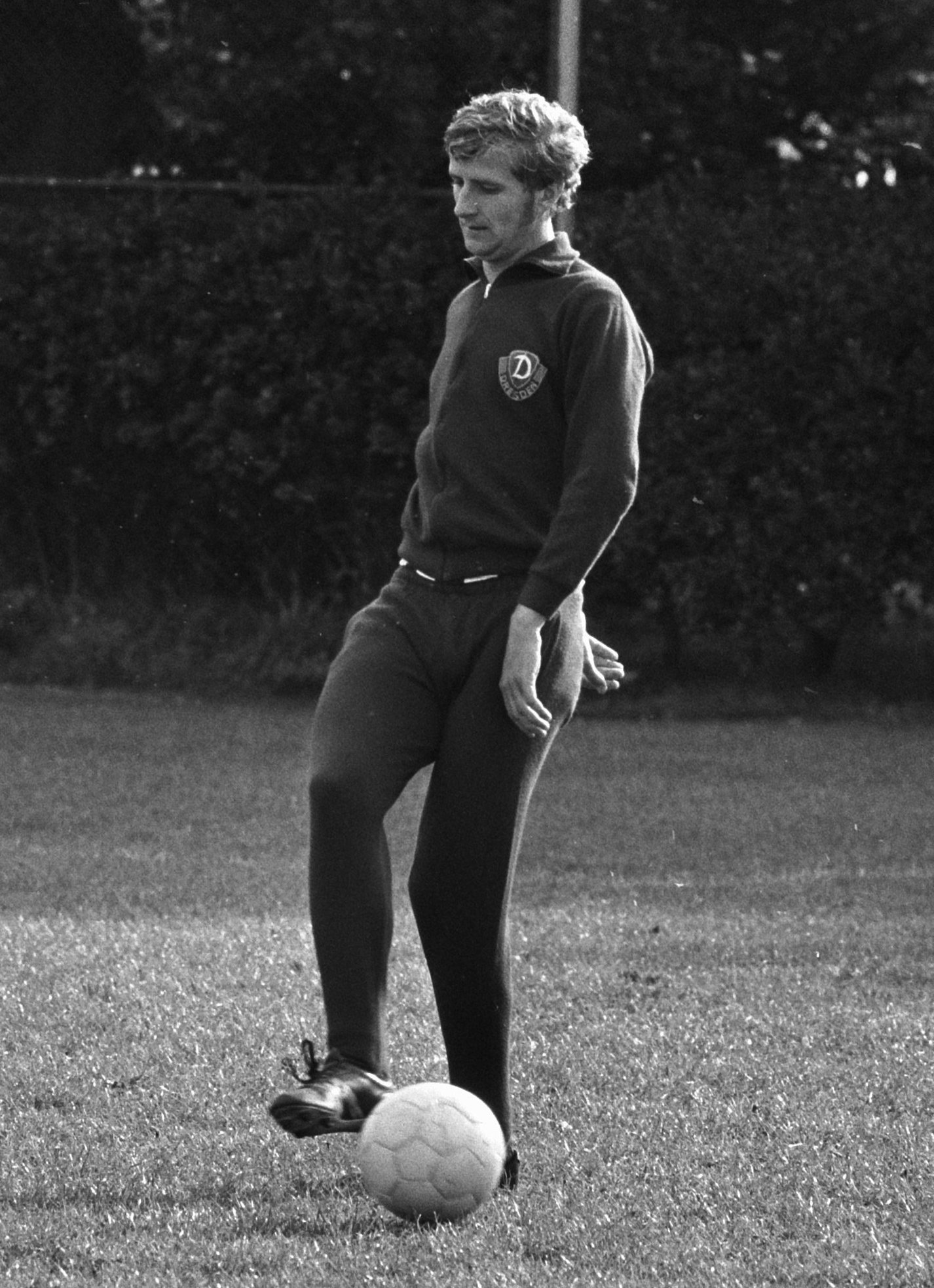
Hans-Jürgen Kreische, 1971
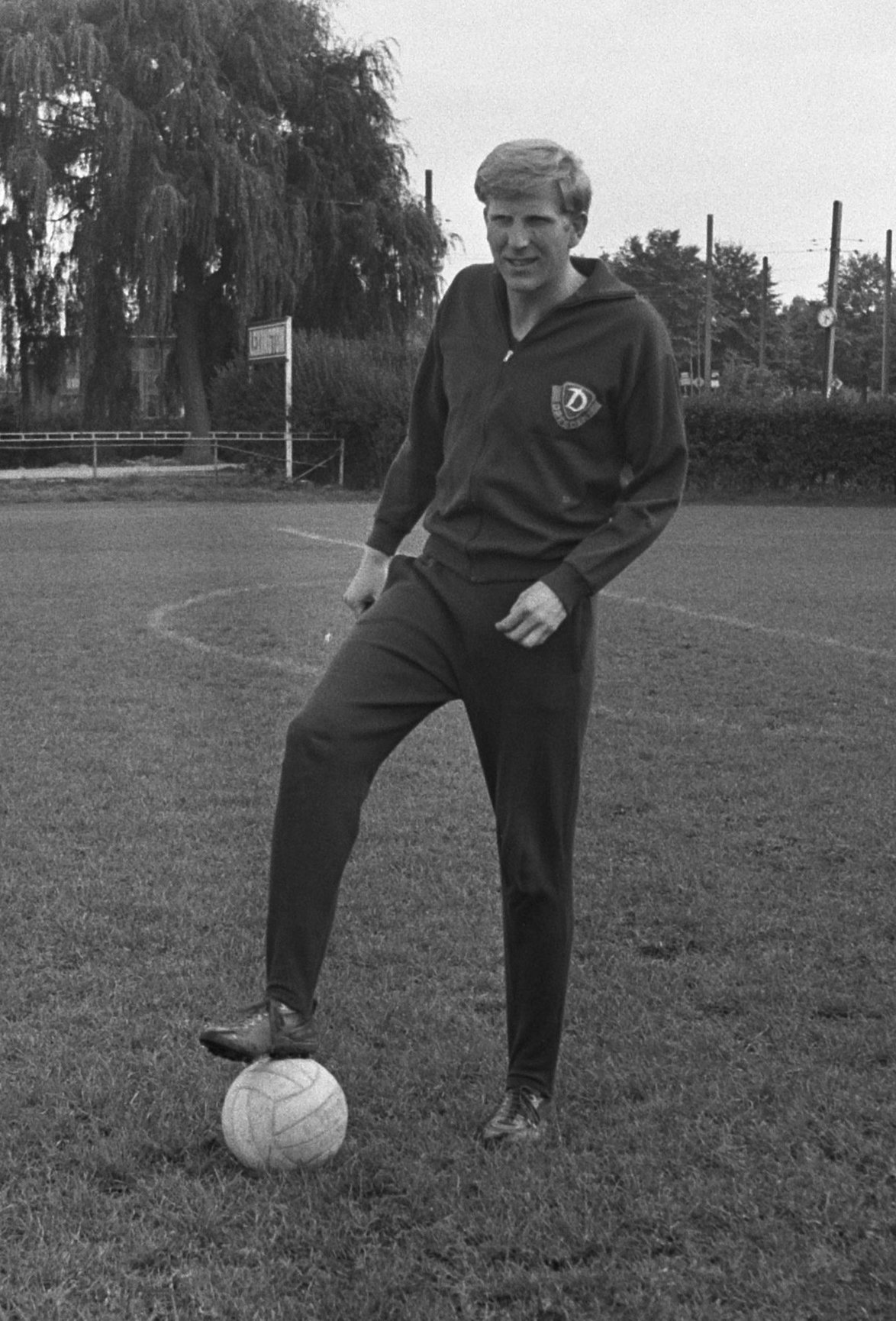
Klaus Sammer, 1971
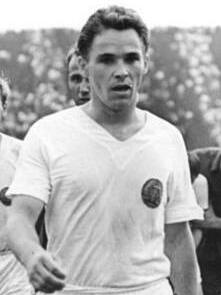
Henning Frenzel, 1966
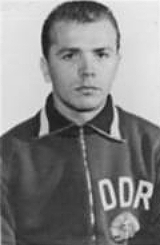
Klaus Urbanczyk, 1964
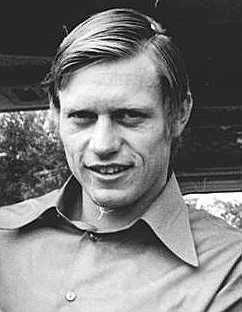
Bernd Bransch, 1974
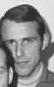
Horst Weigang, 1967
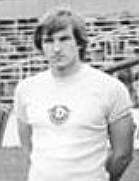
Hans-Jürgen Dörner, 1976
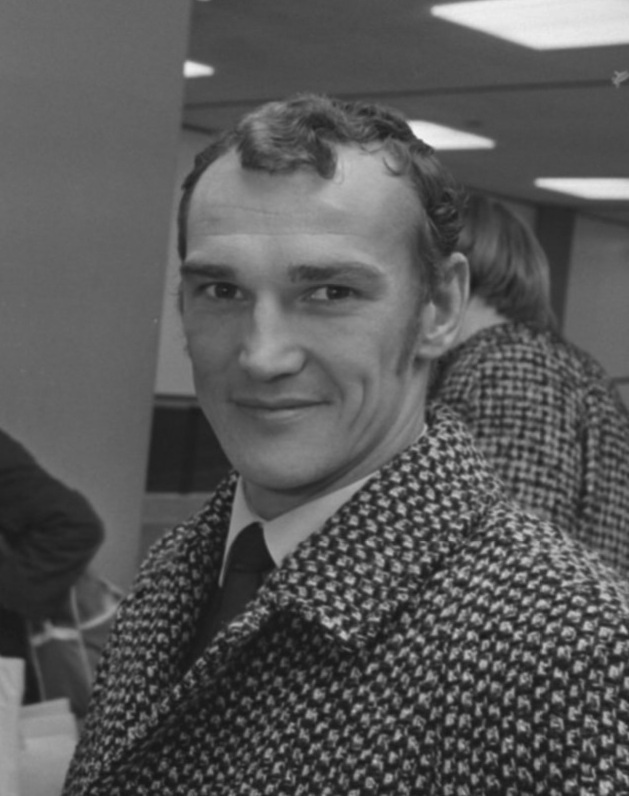
Helmut Stein, 1970